# Molodijne (Crimea)
|  | Per a altres significats, vegeu «Molodiójnoie». |

Molodijne (en ucraïnès: Молодіжне, rus: Молодёжное, Molodiójnoie) és un assentament de tipus urbà (un possiólok) de la República Autònoma de Crimea a Ucraïna, que el 2021 tenia 9.387 habitants. Pertany al districte de Simferòpol.